# لوري هولير
لوري هولير هي ممثلة كندية، ولدت في 8 يوليو 1959 في كندا.

## وصلات خارجية
- لوري هولير على موقع IMDb (الإنجليزية)
- لوري هولير على موقع ألو سيني (الفرنسية)
- لوري هولير على موقع أول موفي (الإنجليزية)
- لوري هولير على موقع قاعدة بيانات الأفلام السويدية (السويدية)
- لوري هولير على موقع قاعدة بيانات الفيلم (الإنجليزية)
- لوري هولير على موقع كينوبويسك (الروسية)